# 에밀리 울리크
에밀리 울리크(Emilie Ulrich, 1872년 1월 31일 ~1952년 1월 31일 )는 덴마크의 가수이다.